# Martin (distrito)
O Distrito de Martin (eslovaco: Okres Martin) é uma unidade administrativa da Eslováquia Central, situado na Žilina (região), com 97.813 habitantes (em 2001) e uma superfície de 736 km². Sua capital é a cidade de Martin.

## Demografia
| Ano:        | 1994   | 2004   | 2014   | 2024   |
| ----------- | ------ | ------ | ------ | ------ |
| Broj ljudi: | 97 600 | 97 671 | 96 887 | 92 817 |
| Razlika:    |        | +0,07% | -0,80% | -4,20% |

| Ano:               | 2023   | 2024   |
| ------------------ | ------ | ------ |
| Número de pessoas: | 93 041 | 92 817 |
| Diferença:         |        | -0,24% |

## Cidades
- Martin (capital)
- Turany
- Vrútky

## Municípios
- Belá-Dulice
- Benice
- Blatnica
- Bystrička
- Diaková
- Dolný Kalník
- Dražkovce
- Ďanová
- Folkušová
- Horný Kalník
- Karlová
- Kláštor pod Znievom
- Košťany nad Turcom
- Krpeľany
- Laskár
- Ležiachov
- Lipovec
- Necpaly
- Nolčovo
- Podhradie
- Príbovce
- Rakovo
- Ratkovo
- Sklabiňa
- Sklabinský Podzámok
- Slovany
- Socovce
- Sučany
- Šútovo
- Trebostovo
- Trnovo
- Turčianska Štiavnička
- Turčianske Jaseno
- Turčianske Kľačany
- Turčiansky Ďur
- Turčiansky Peter
- Valča
- Vrícko
- Záborie
- Žabokreky